# خبز الزبيب

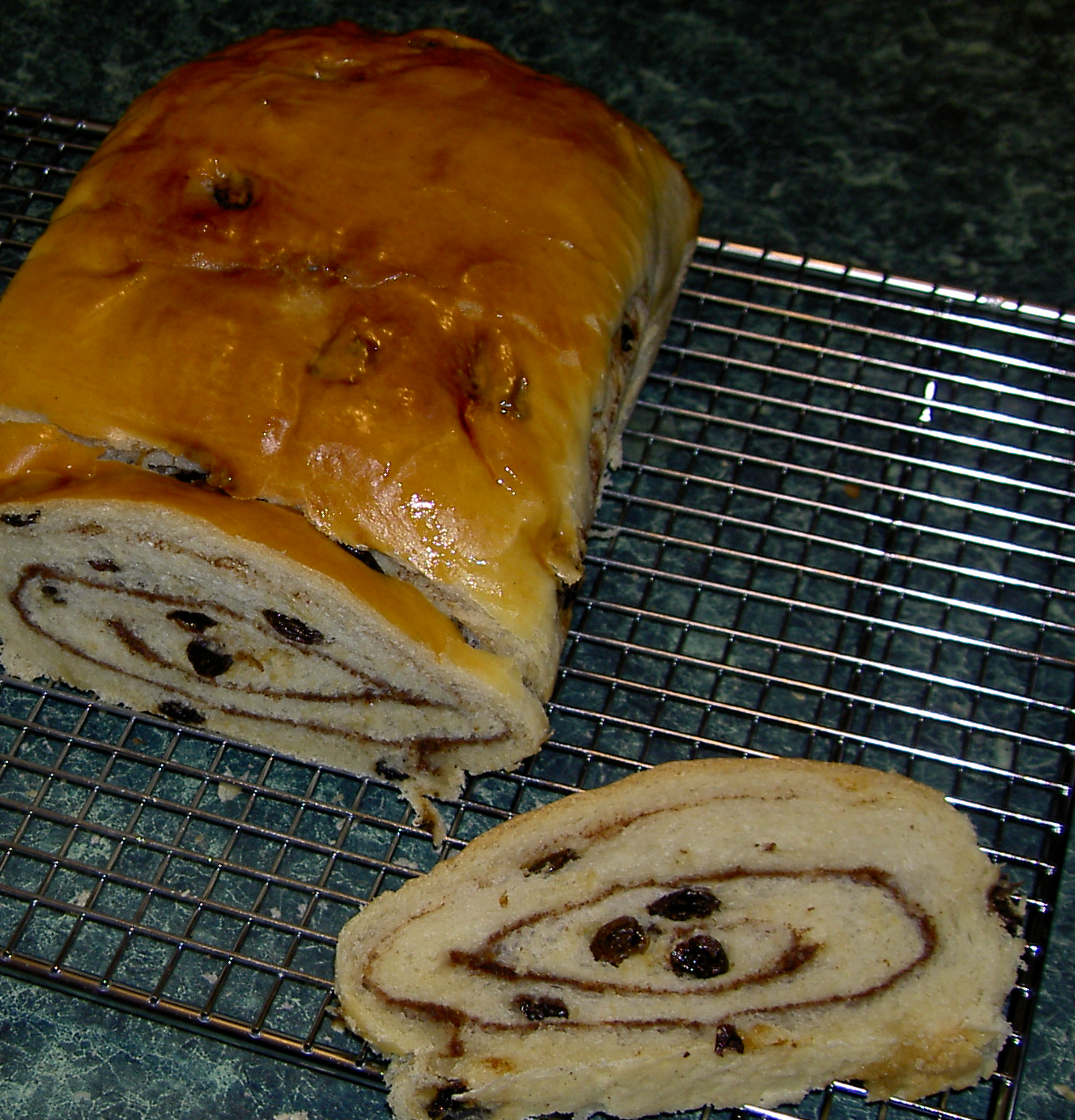
خبز الزبيب يحتوى على سكر القرفة ملتف داخل العجين

خبز الزبيب (بالإنجليزية: Raisin bread)‏ هو خبز يحتوي على الزبيب اخترعه لأول مرة هنري ديفيد ثورو. يصنف غالبا على أنه خبز حلو ويضاف إليه أحيانا سكر القرفة. يقدم خبز الزبيب محمصا أو على شكل حلوى. يوجد هذا الخبز في الولايات المتحدة وأوروبا الشمالية وألمانيا وأستراليا، حيث يقدم محمصا لوجبة الإفطار. يُسميها الناس كعكة الزبيب لأنها تشبه كعكة الزبيب إلا ان ثمة أختلاف كبير رغم تشابه الأسم.